# Beloniscus simaluris
Beloniscus simaluris is een hooiwagen uit de familie Beloniscidae. De wetenschappelijke naam van Beloniscus simaluris gaat terug op Roewer.